# Ferenc Steiner
Ferenc Károly Steiner (* 16. September 1888 in Budapest, Königreich Ungarn; † 30. Juni 1967 in Veszprém) war ein ungarischer Radrennfahrer und nationaler Meister im Radsport.

## Sportliche Laufbahn
Steiner war im Straßenradsport aktiv. Er war Teilnehmer der Olympischen Sommerspiele 1924 in Paris. Im olympischen Straßenrennen belegte er den 56. Rang. 1906 begann er mit dem Radsport. 1923 siegte er in der nationalen Meisterschaft im Straßenrennen über 100 Kilometer vor István Sághi. 1920 kam er auf den dritten Platz in der Meisterschaft. 1925 kam er in der Ungarn-Rundfahrt auf den 7. Rang. Er startete für den Verein „Csillag KK“.